# 中津家具
中津家具は大分県中津市に本社を置く中津家具株式会社（なかつかぐかぶしきがいしゃ）が運営する家具店。設立は昭和32年。大分県中津市の本店の他に、東京OFFICE（東京都港区）がある。

## 概要
国内家具商品、デンマーク家具・イタリア家具を中心に販売活動を行っている他、システムキッチンの設計・施工、福祉用具の販売も手掛けている。
2022年現在、運営する店舗数は中津本店1店舗と東京OFFICE。また、2つの家具通販専門サイト「中津家具Online「北欧家具.com」も運営している。

## 沿革
- 1957年（昭和32年） - 資本金70万円で大分県中津市蛭子町、中津木工株式会社内で販売開始。
- 1959年（昭和34年） - 増資開始。
- 1972年（昭和47年） - 資本金4500万円に増資。
- 1973年（昭和48年） - 大分県中津市諸町に地上4階、地下1階、鉄骨一部鉄筋コンクリート造の新店舗建設。
- 1981年（昭和56年） - 行橋市西宮市4丁目に鉄筋増造地上3階の行橋店を建設。
- 2005年（平成17年） - インターネット事業部開設。
- 2009年（平成21年） - 東京都品川区の東京デザインセンターに東京ショールームオープン。
- 2017年（平成29年） - 椅子 [C-Fit-Chair（シーフィットチェア）［トライアングル・キュービック］]にてGOOD DESIGN賞受賞。
- 2019年（令和元年） - JDX（日本デジタルトランスフォーメーション推進協会）大分支部入会。
- 2020年（令和2年）-東京都港区南青山に移転。「東京OFFICE」として営業。

## 店舗
- 中津本店
- 東京OFFICE